# Landes de Gascunya
|  | Per a altres significats, vegeu «bosc de les Landes». |

Les Landes de Gascunya (Lanas de Gasconha en occità, Landes de Gascogne en francès) és una regió històrica d'Occitània que ocupa l'àrea aproximada de la conca d'Aquitània, des de l'estuari de la Gironda (al nord) fins al riu Ador (al sud). Els boscos de pins, introduïts principalment pels humans, ocupen el 66% de la superfície de les Landes, mentre que la superfície dedicada al conreu és de només el 18%.
Segons la proposta de divisió territorial d'Occitània del diari Jornalet, basada en l'obra de Frederic Zégierman Le Guide des pays de France, les Landes de Gascunya estarien incloses en la sub-regió més àmplia anomenada Landes i Labrit, que a la vegada estaria ubicada dins la regió de la Gascunya, i que contindria 16 parçans (comarques occitanes):
Administrativament els 386 termes municipals de les Landes de Gascunya s'estenen per tres departaments francesos: Gironda, Landes i Òlt i Garona, tots tres a la regió administrativa de Nova Aquitània.

## Aspectes generals
La regió és un altiplà sedimentari inclinat i generalment pla caracteritzat per un sòl pobre i sorrenc.

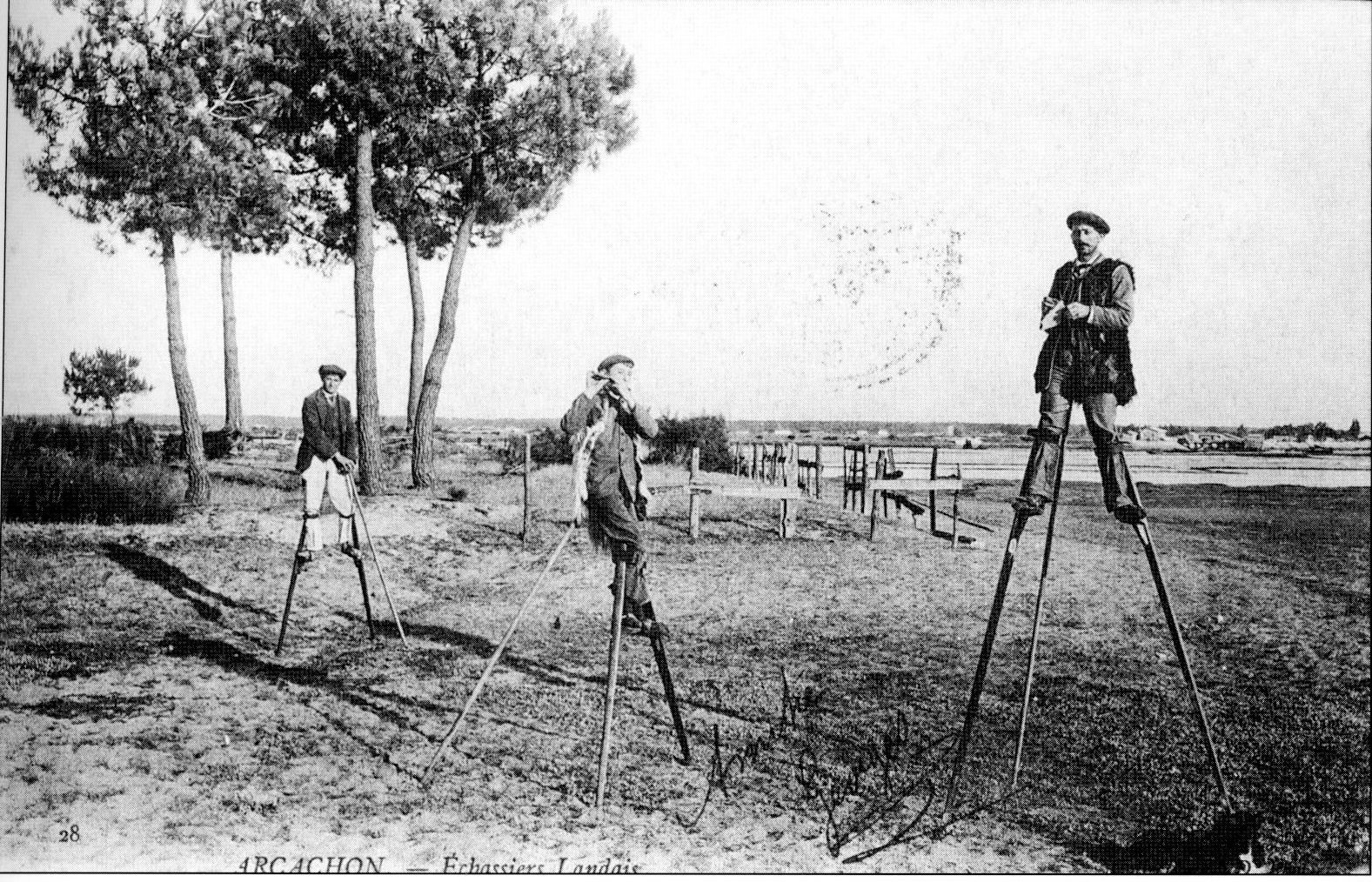
Pastors de les Landes amb les seves xanques (imatge de principis del segle XX).

És aquesta planitud, tanmateix modelada per la barrera dunar costanera que impedeix el fàcil flux d'aigua dolça cap al mar, el que va donar a la regió el seu caràcter d'aiguamolls, almenys abans de les grans obres de sanejament, la fixació de dunes i la plantació de pins de finals del segle xviii i de tot el segle xix. El paisatge de landes humides, recorreguts pels pastors de les Landes sobre xanques, va donar lloc a mitjan segle xix al primer bosc de França: el bosc de les Landes de Gascunya, que s'estén sobre el “triangle de les Landes” (Solac, Nerac, Sòrts e Òssagòr). Amb motiu d'algunes festes populars, els pastors tornen a recórrer les terres com abans amb els seus ramats, vestits amb pells d'ovelles i calçats amb xanques.
Com a resultat d'aquestes transformacions, la regió ha experimentat un canvi profund en menys d'un segle, que ha provocat la desaparició d'una economia i d'una cultura milenària. El sistema agro-pastoral va deixar pas a la industrialització de l'extracció de la resina (abans es practicaven només als boscos costaners naturals) i s'ha tendit progressivament a la indústria de la fusta. Els assaigs d'agricultura industrial i comercial no van tenir èxit fins a l'arribada del blat de moro a la dècada de 1960. Es tracta d'una regió que s'està urbanitzant i periurbanitzant (+ 2,3% anual en artificialització del sòl del 2006 al 2009).
El litoral va adquirir importància amb el desenvolupament del turisme de platja des de mitjan segle xix (sobretot amb l'arribada del tren el 1841 a La Tèsta, i després fins a Baiona i La Canau). El turisme continua sent un important proveïdor de feines estacionals. Les Landes de Gascunya viu també un procés d'augment considerable de la seva poblacióː + 60% en 40 anys, + 0,9% anual de 1990 a 1999, + 1,4% anual de 1999 a 2006; 2/3 dels nous residents provenen d'altres regions franceses.
La competència internacional i els desenvolupaments tecnològics han afectat durament l'economia de l'explotació forestal, que continua sent malgrat tot una de les principals fonts de riquesa a Nova Aquitània.

## El bosc de les Landes

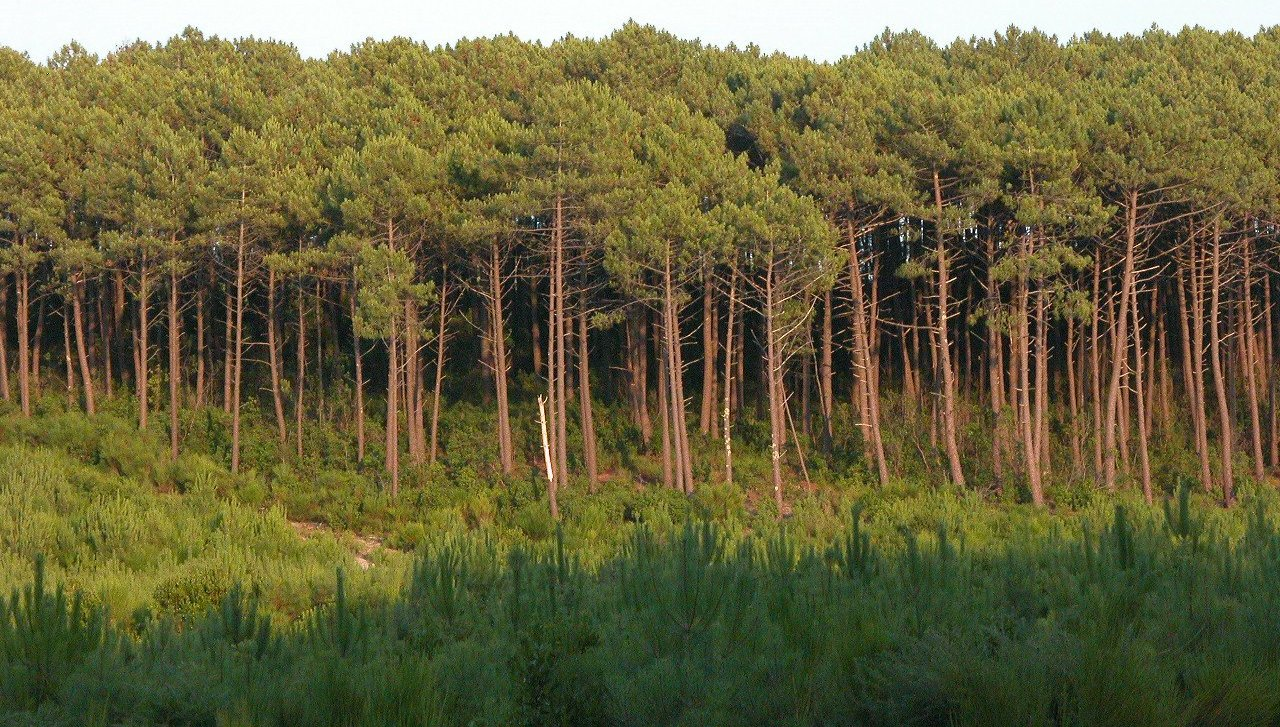
Pineda de les Landes.

El bosc de les Landes abasta 974.000 ha (974 km²), en un vast triangle que s'estén des de Solac fins a Òssagòr i fins a Nerac. Cobreix la majoria de la superfície dels departaments de la Gironda i les Landes, així com la part oest d'Òlt i Garona. La superfície forestal es distribueix entre les dunes costaneres, al voltant del 9%, i per l'interior, a la plana sorrenca de l'altiplà landès, el 91% restant. El bosc de pins com el coneixem actualment només abastava 200.000 ha abans que la forestació sistemàtica de les dunes i l'altiplà modifiqués aquest paisatge.
Actualment, el pi marítim, l'espècie predominant, representa el 80% dels arbres que formen el bosc; el 20% restant està format per roures, oms, til·lers, castanyers, verns, llorers, arbocers, pruneres, pomeres, cirerers, etc. Fortament dominada pel pi marítim (el 85% dels arbres de 803.000 ha a principis del segle XX), la composició de la massa forestal està evolucionant cap a una proporció creixent d'arbres caducifolis (naturals o introduïts) passant del 8% al 15% en 10 anys del 2000 a 2010 aproximadament.
El bosc de les Landes ofereix una bona diversitat de paisatges. Al nord, la proximitat amb les finques vinícoles de Bordeus ofereix paisatges mixt de pins i vinyes, on s'alternen diferents tipus de construccions tradicionals landeses. Al sud, els pins deixen pas poc a poc als turons verds de la Chalossa, des d'on s'hi podem endevinar els Pirineus llunyans. La Costa d'Argent acull boscos amb un sotabosc diferent del que es pot trobar a l'interior. Els arbocers, les alzines i les sureres comparteixen la llum que capturen els pins. Al cor de la massa forestal, la presència d'uns quants cursos d'aigua i en particular de l'Eira, és propicia per al desenvolupament d'un bosc format per arbres caducifolis que sovint dissimulen el riu quan formen boscos en galeria.
La zona boscosa es va veure afectada per dues grans tempestes (la tempesta Martin el 1999 i la tempesta Klaus deu anys després, el 2009) durant les quals el 26% del bosc de les Landes va experimentat més del 40% de danys. Des de la sequera del 1976 sobretot, la massa forestal també és víctima regularment d'atacs sanitaris (erugues processionàries, escolitins i altres plagues) i periòdicament està afectada pels incendis forestals.